# Sarcoglyphis fimbriata
Sarcoglyphis fimbriata är en orkidéart som först beskrevs av Henry Nicholas Ridley, och fick sitt nu gällande namn av Leslie Andrew Garay. Sarcoglyphis fimbriata ingår i släktet Sarcoglyphis och familjen orkidéer. Inga underarter finns listade i Catalogue of Life.